# Abédi Ayew
Abédi Ayew, més conegut com a Abédi Pelé (5 de novembre, 1964) és un exfutbolista professional ghanès.
Abédi Pelé va néixer a un petit poble anomenat Oko a prop de Domé al nord d'Accra. Fou un dels primers futbolistes africans que causà impacte a Europa. Va jugar a països com Suïssa, Alemanya, Itàlia i principalment França on destacà al brillant OM dels anys 90 que fou campió d'Europa. També jugà al seu país Ghana, al Qatar, Benín i als Emirats Àrabs Units.
Abédi Pelé ha jugat amb la selecció de futbol de Ghana 73 cops i és considerat com el millor jugador d'aquest país de tota la història. És el màxim golejador de la selecció amb 33 gols. Mai va poder jugar un Mundial tot i que fou campió de la Copa d'Àfrica de Nacions amb Ghana el 1982. Fou nomenat Futbolista africà de l'any el 1991, 1992 i 1993. També fou nomenat per Pelé com un dels 100 futbolistes vius més importants el març del 2004. El govern ghanès li concedí l'Orde de Volta, la màxima condecoració del país.
El seu germà Kwame Ayew i el seu fill Andre Ayew també són futbolistes.

## Palmarès
Club
- Lliga de Campions de la UEFA: 1993[8]
- Lliga francesa de futbol: 1988/1989, 1989/1990, 1990/1991, 1991/1992
- Copa francesa de futbol: 1989
- Copa Príncep de Qatar: 1983
- Copa de l'Emir: 1998/99[9]

Internacional
- Copa d'Àfrica de Nacions: 1982
- Copa d'Àfrica Occidental de futbol: 1982, 1983, 1984